# فهرست برنامه‌های اصلی نتفلیکس
نتفلیکس یک ارائه‌دهنده‌ٔ رسانه‌ای جهانی آمریکایی است که تعدادی از برنامه‌های اصلی، از جمله مجموعه‌های اصلی، ویژه (از جمله ویژه‌برنامه‌های استندآپ کمدی)، مینی سریال‌ها، مستند و فیلم‌ها را پخش می‌کند. تولیدات اصلی نتفلیکس همچنین شامل ادامهٔ سریال‌های لغوشده از شبکه‌های دیگر، و همچنین مجوز یا تولید مشترک محتوا از پخش‌کننده‌های بین‌المللی برای پخش انحصاری در مناطق دیگر است که در آن مناطق به عنوان محتوای اصلی نتفلیکس (به انگلیسی: Netflix original) نیز شناخته می‌شود. نتفلیکس قبلاً از طریق Red Envelope Entertainment محتوا تولید می‌کرد. از آن زمان این شرکت محتوای اصلی خود را افزایش داده است.
در این مقاله، همهٔ برنامه‌‌های ذکرشده در پایین به زبان انگلیسی هستند، مگر اینکه خلاف آن ذکر شده باشد، بر اساس ژانر یا قالب اصلی آن سازمان‌دهی شده‌اند و بر اساس تاریخ پخش مرتب شده‌اند. این نمایش‌ها تولید اصلی‌شان را به سفارش نتفلیکس انجام دادند، یا فصل‌های دیگری به سفارش نتفلیکس داشتند.

## برنامه‌های اصلی
این نمایش‌ها اصالتاً توسط Netflix سفارش داده شده بودند، یا فصل‌های اضافی توسط Netflix سفارش داده شده بود.

### درام

#### مارول
| عنوان                      | ژانر                             | برتر            | فصل‌ها          | طول         | وضعیت             |
| -------------------------- | -------------------------------- | --------------- | -------------- | ----------- | ----------------- |
| دردویل (مجموعه تلویزیونی)  | جرم درام / نماد حقوقی            | ۱۰ آوریل ۲۰۱۵   | ۳ فصل, ۳۹ قسمت | ۴۶-۶۱ دقیقه | پایان             |
| جسیکا جونز                 | نئورینر / روانشناسی هیجان انگیز  | ۲۰ نوامبر ۲۰۱۵  | ۲ فصل, ۲۶ قسمت | ۴۶-۵۶ دقیقه | بازسازی فصل نهایی |
| لوک کیج (مجموعه تلویزیونی) | Neo-blaxploitation / neo-western | ۳۰ سپتامبر ۲۰۱۶ | ۲ فصل, ۲۶ قسمت | ۴۶-۶۹ دقیقه | پایان             |
| مشت آهنین                  | هنرهای رزمی / نمایش‌های تجاری     | ۱۷ مارس ۲۰۱۷    | ۲ فصل, ۲۳ قسمت | ۴۹-۶۱ دقیقه | پایان             |
| مدافعان                    | اقدام فوقالعاده / نمایش درام     | ۱۸ اوت ۲۰۱۷     | ۸ قسمت         | ۴۴-۵۷ دقیقه | پایان             |
| پانیشر                     | جرم درام / تسلیح توطئه           | ۱۷ نوامبر ۲۰۱۷  | ۲ فصل, ۲۶ قسمت | ۴۷-۵۸ دقیقه | پایان             |

### انیمیشن
| عنوان                            | ژانر                  | برتر            | فصل‌ها                  | طول        | وضعیت                  |
| -------------------------------- | --------------------- | --------------- | ---------------------- | ---------- | ---------------------- |
| بوجاک اسب سواری                  | کمدی سیاه - درام      | ۲۲ اوت ۲۰۱۴     | 6 seasons, 78 episodes | 25–26 min. | تمام شده‌است            |
| F برای خانواده است               | Sitcom                | دسامبر ۱۸ ۲۰۱۵  | 3 seasons, 26 episodes | 25–28 min. | تجدید                  |
| نئو جکیو                         | کمدی فانتزی علم       | سپتامبر ۲۲ ۲۰۱۷ | 2 seasons, 7 episodes  | 20–65 min. | در انتظار              |
| دهان بزرگ                        | سن بلوغ کمدی          | سپتامبر ۲۹ ۲۰۱۷ | 3 seasons, 21 episodes | 25–46 min. | تجدید                  |
| تخریب                            | کمدی فانتزی قرون وسطی | ۱۷ اوت ۲۰۱۸     | 1 part, 10 episodes    | 27–36 min. | بازسازی قطعات ۲، ۳ و 4 |
| بهشت PD                          | کمدی                  | ۳۱ اوت ۲۰۱۸     | 1 season, 10 episodes  | 27–30 min. | تجدید                  |
| سوپراگز                          | Superhero - کمدی LGBT | ۹ نوامبر ۲۰۱۸   | 1 season, 5 episodes   | 23–26 min. | پایان                  |
| آینده                            |                       |                 |                        |            |                        |
| عشق، مرگ و روبات                 | مجموعهٔ داستانشناسی    | ۱۵ مارس ۲۰۱۹    | 1 season, 18 episodes  | TBA        | در انتظار              |
| پسران تریلر پارک: مجموعه انیمیشن | کمدی                  | ۳۱ مارس ۲۰۱۹    | TBA                    | TBA        | در انتظار              |

### انیمه
| عنوان             | ژانر              | برتر          | فصل‌ها                  | طول        | وضعیت      |
| ----------------- | ----------------- | ------------- | ---------------------- | ---------- | ---------- |
| کاستلوانیا        | فانتزی سیاه       | ۷ ژوئیه ۲۰۱۷  | 2 seasons, 12 episodes | 23–29 min. | تجدید      |
| Devilman Crybaby  | وحشت فوق‌العاده ای | ۵ ژانویه ۲۰۱۸ | 10 episodes            | 24–28 min. | Miniseries |
| ب: آغاز           | تعلیق             | ۲ مارس ۲۰۱۸   | 1 season, 12 episodes  | 25–27 min. | تجدید      |
| AICO- طراحی       | علمی تخیلی        | ۹ مارس ۲۰۱۸   | 1 season, 12 episodes  | 25–29 min. | پایان یافت |
| SWORDGAI انیمیشن  | فوقالعاده         | ۲۳ مارس ۲۰۱۸  | 2 seasons, 24 episodes | 22–23 min. | در انتظار  |
| آهنگ از دست رفته  | فانتزی موسیقی     | ۳۱ مارس ۲۰۱۸  | 1 season, 12 episodes  | 23–24 min. | پایان یافت |
| Aggretsuko        | کمدی              | آوریل ۲۰ ۲۰۱۸ | 1 season, 10 episodes  | 15–18 min. | تجدید      |
| باکی              | هنرهای رزمی       | ۲۵ ژوئن ۲۰۱۸  | 2 seasons, 26 episodes | 23–24 min. | در انتظار  |
| ماسک قهرمان       | جرم               | دسامبر ۳ ۲۰۱۸ | 1 season, 15 episodes  | 25 min.    | در انتظار  |
| آینده             |                   |               |                        |            |            |
| توپ بونز          | فانتزی            | ۱ مارس ۲۰۱۹   | TBA                    | TBA        | در انتظار  |
| اولترامن          | علمی تخیلی        | آوریل ۱ ۲۰۱۹  | TBA                    | TBA        | در انتظار  |
| Rilakkuma و Kaoru | توقف حرکت         | آوریل ۱۹ ۲۰۱۹ | TBA                    | TBA        | در انتظار  |

### کودکان و خانواده

#### عملیات زنده
| عنوان                                   | ژانر                       | برتر           | فصل‌ها                  | طول        | وضعیت                |
| --------------------------------------- | -------------------------- | -------------- | ---------------------- | ---------- | -------------------- |
| ریچی غنی                                | Sitcom                     | ۲۰ فوریه ۲۰۱۵  | 2 seasons, 21 episodes | 21–23 min. | پایان                |
| پروژه مک <sup id="mwB90">2</sup>        | کمدی                       | ۷ اوت ۲۰۱۵     | 6 parts, 26 episodes   | 22–34 min. | پایان یافت           |
| Greenroom جولی                          | آموزشی                     | ۱۷ مارس ۲۰۱۷   | 1 season, 13 episodes  | 27–34 min. | پایان یافت           |
| رین آزاد                                | درام نوجوان                | ۲۲ ژوئن ۲۰۱۷   | 2 seasons, 20 episodes | 25–34 min. | تجدید                |
| آکادمی گلخانه ای                        | داستان علمی تخیلی / نوجوان | سپتامبر ۸ ۲۰۱۷ | 2 seasons, 24 episodes | 21–28 min. | تجدید برای فصل ۳ و 4 |
| الکسا و کتی                             | Sitcom                     | ۲۳ مارس ۲۰۱۸   | 2 seasons, 23 episodes | 22–30 min. | تجدید                |
| چه کسی بود؟ نمایش                       | آموزشی                     | ۱۱ مه ۲۰۱۸     | 1 season, 13 episodes  | 23–27 min. | در انتظار            |
| باشگاه Ponysitters                      | درام                       | ۱۰ اوت ۲۰۱۸    | 2 seasons, 20 episodes | 23 min.    | در انتظار            |
| بهترین. بدترین تعطیلات آخر هفته. همیشه. | کمدی                       | ۱۹ اکتبر ۲۰۱۸  | 8 episodes             | 22–28 min. | Miniseries           |
| برینچیلد                                | آموزشی                     | ۲ نوامبر ۲۰۱۸  | 1 season, 13 episodes  | 22–25 min. | در انتظار            |
| شاهزاده پوریای                          | Sitcom                     | ۱۶ نوامبر ۲۰۱۸ | 1 season, 8 episodes   | 24–28 min. | تجدید                |
|                                         |                            |                |                        |            |                      |

بریتانیایی
| عنوان     | ژانر                                 | تاریخ‌انتشار    | فصل‌ها         | طول        | وضعیت     |
| --------- | ------------------------------------ | -------------- | ------------- | ---------- | --------- |
| آموزش‌جنسی | درام نوجوان/کمدی سکسی/کمدی‌-درام      | ۱۱ ژانویه ۲۰۱۹ | ۲ فصل ۱۶ قسمت | 46–61 min. | در انتظار |
| ویچر      | خیال‌‌پردازی‌‌تاریک/درام/اکشن            | ۲۰ دسامبر ۲۰۱۹ | ۱ فصل ۸ قسمت  | 46–56 min. | در انتظار |
| پادشاهی   | ترسناک/درام‌تاریخی/درام‌سیاسی/دلهره‌آور | ۲۵ ژانویه ۲۰۱۹ | ۲ فصل ۱۲ قسمت | 46–69 min. | در انتظار |

### زبان خارجی
| عنوان      | ژانر                                 | تاریخ‌انتشار    | فصل‌ها         | طول        | وضعیت     | زبان      |
| ---------- | ------------------------------------ | -------------- | ------------- | ---------- | --------- | --------- |
| نابغه      | درام نوجوان/دلهره‌آور                 | ۱۵ اکتبر ۲۰۱۸  | ۴ فصل ۳۲ قسمت | 46–61 min. | در انتظار | اسپانیایی |
| خانه کاغذی | سرقت/جنایی                           | ۲ مه ۲۰۱۷      | ۴ فصل ۳۸ قسمت | 46–56 min. | در انتظار | اسپانیایی |
| پادشاهی    | ترسناک/درام‌تاریخی/درام‌سیاسی/دلهره‌آور | ۲۵ ژانویه ۲۰۱۹ | ۲ فصل ۱۲ قسمت | 46–69 min. | در انتظار | کره‌ای     |

### برنامه‌های گفتگومحور
| عنوان                                               | ژانر                   | برتر            | فصل‌ها                   | طول        | وضعیت            |
| --------------------------------------------------- | ---------------------- | --------------- | ----------------------- | ---------- | ---------------- |
| چلسی                                                | دیروقت                 | ۱۱ مه ۲۰۱۶      | 2 seasons, 120 episodes | 27–64 min. | پایان            |
| بیل نای موجب صرفه جویی در جهان می‌شود                | علوم پایه              | آوریل ۲۱ ۲۰۱۷   | 3 seasons, 25 episodes  | 26–41 min. | در انتظار        |
| فراتر از چیزهای غریبه                               | بعد از نمایش           | ۲۷ اکتبر ۲۰۱۷   | 1 season, 7 episodes    | 15–25 min. | در انتظار        |
| مهمان بعدی من نیاز به مقدمه ای با دیوید لترمن ندارد | مصاحبه                 | ۱۲ ژانویه ۲۰۱۸  | 1 season, 7 episodes    | 50–58 min. | تجدید            |
| نمایش ژول مک هیل با جوئل مک هیل                     | کمدی                   | ۱۸ فوریه ۲۰۱۸   | 2 parts, 19 episodes    | 22–28 min. | پایان            |
| راهنما کمی با کارول بورکت                           | نمایش گوناگون          | ۴ مه ۲۰۱۸       | 1 season, 12 episodes   | 21–29 min. | در انتظار        |
| بوسیدن                                              | نمایش تنوع زبان کره ای | ۴ مه ۲۰۱۸       | 1 season, 10 episodes   | 75–98 min. | تجدید            |
| شکستن با میشل گرگ                                   | دیروقت                 | ۲۷ مه ۲۰۱۸      | 1 season, 10 episodes   | 27 min.    | پایان            |
| Norm Macdonald یک نمایش دارد                        | نمایش بحث              | سپتامبر ۱۴ ۲۰۱۸ | 1 season, 10 episodes   | 26–35 min. | در انتظار        |
| قانون پاتریوت با حسن منیج                           | نمایش بحث              | ۲۸ اکتبر ۲۰۱۸   | 2 volumes, 8 episodes   | 23-28 min. | فصل ۲ ادامه دارد |
| اصلاح                                               | نمایش پانل             | دسامبر ۱۴ ۲۰۱۸  | 1 season, 10 episodes   | 23–31 min. | در انتظار        |

### تولیدات مشترک

#### مجموعه خانه تراس
| عنوان                            | شریک / کشور          | ژانر            | برتر           | فصل‌ها                | طول        | وضعیت      | زبان  | Netflix منحصر به فرد مناطق |
| -------------------------------- | -------------------- | --------------- | -------------- | -------------------- | ---------- | ---------- | ----- | -------------------------- |
| خانه تراس: پسران و دختران در شهر | تلویزیون فوجی / ژاپن | تلویزیون واقعیت | سپتامبر ۲ ۲۰۱۵ | 2 parts, 46 episodes | 24–38 min. | پایان      | ژاپنی | در سراسر جهان              |
| تراس خانه: Aloha دولت            | فوجی تلویزیون / ژاپن | تلویزیون واقعیت | ۱ نوامبر ۲۰۱۶  | 4 parts, 36 episodes | 30–47 min. | پایان      | ژاپنی | در سراسر جهان              |
| خانه تراس: افتتاح درب‌های جدید    | فوجی تلویزیون / ژاپن | تلویزیون واقعیت | دسامبر ۱۹ ۲۰۱۷ | 6 parts, 49 episodes | 32–44 min. | پایان یافت | ژاپنی | در سراسر جهان              |

### ویژه‌ها
| عنوان                                                     | ژانر                       | برتر           | طول             |
| --------------------------------------------------------- | -------------------------- | -------------- | --------------- |
| پسران تریلر پارک: Swearnet Live                           | محرمانه                    | ۱ اکتبر ۲۰۱۴   | 1 hour, 15 min. |
| پسران تریلر پارک: در قطب شمال زندگی می‌کنند                | محرمانه                    | ۱۵ نوامبر ۲۰۱۴ | 1 hour, 28 min. |
| بوجاک اسب کریسمس ویژه: آرزو کریستین سابرینا               | انیمیشن                    | دسامبر ۱۹ ۲۰۱۴ | 25 min.         |
| Sense8: ایجاد جهان                                        | ساختن از                   | ۸ اوت ۲۰۱۵     | 25 min.         |
| پسران تریلر پارک: مست، بالا و بیکار در آستین زندگی می‌کنند | محرمانه                    | دسامبر ۹ ۲۰۱۵  | 1 hour, 15 min. |
| مارکو پولو: یک صد چشم                                     | دوره درام                  | دسامبر ۲۶ ۲۰۱۵ | 28 min.         |
| 13th: مکالمه با اپرا وینفری و آوا دوورنای                 | مصاحبه                     | ۲۶ ژانویه ۲۰۱۷ | 36 min.         |
| گربه در کتاب: در داستان حماسی به دام افتاده‌است            | انیمیشن / داستان‌های تعاملی | ۲۰ ژوئن ۲۰۱۷   | 23 min.         |
| Buddy Thunderstruck: ممکن است شمع                         | انیمیشن / داستان‌های تعاملی | ۱۴ ژوئیه ۲۰۱۷  | 13 min.         |
| اشکالات ضرب و شتم: همه با هم‌اکنون                         | انیمیشن                    | ۲۱ نوامبر ۲۰۱۷ | 50 min.         |
| DreamWorks Home: برای تعطیلات                             | انیمیشن                    | دسامبر ۱ ۲۰۱۷  | 45 min.         |
| کریسمس StoryBots                                          | انیمیشن                    | دسامبر ۱ ۲۰۱۷  | 25 min.         |
| کشش آرمسترانگ: برک آوت                                    | انیمیشن / داستان‌های تعاملی | ۱۳ مارس ۲۰۱۸   | 45 min.         |
| سوپر هیولا صرفه جویی در هالووین                           | انیمیشن                    | ۵ اکتبر ۲۰۱۸   | 23 min.         |
| Club de Cuervos Presents: I، Potro                        | محرمانه                    | ۱۹ اکتبر ۲۰۱۸  | 50 min.         |
| رین آزاد: دوازده کریسمس                                   | درام نوجوان                | دسامبر ۷ ۲۰۱۸  | 57 min.         |
| سوپر هیولاها و ستاره آرزو                                 | انیمیشن                    | دسامبر ۷ ۲۰۱۸  | 27 min.         |
| شاهزاده پوریای: معجزه کریسمس موزه                         | Sitcom                     | دسامبر ۱۷ ۲۰۱۸ | 29 min.         |
| Aggretsuko: ما کریسمس فلزی را می‌خواهیم                    | انیمه                      | دسامبر ۲۰ ۲۰۱۸ | 22 min.         |
| Porta dos Fundos: The Last Hangover                       | کمدی کمدی پرتغالی درام     | دسامبر ۲۱ ۲۰۱۸ | 44 min.         |
| رین آزاد: روز ولنتاین                                     | درام نوجوان                | ۱ فوریه ۲۰۱۹   | 50 min.         |
| درست است: روز قلب شاد                                     | انیمیشن                    | ۱ فوریه ۲۰۱۹   | 23 min.         |